# AMC-BAL

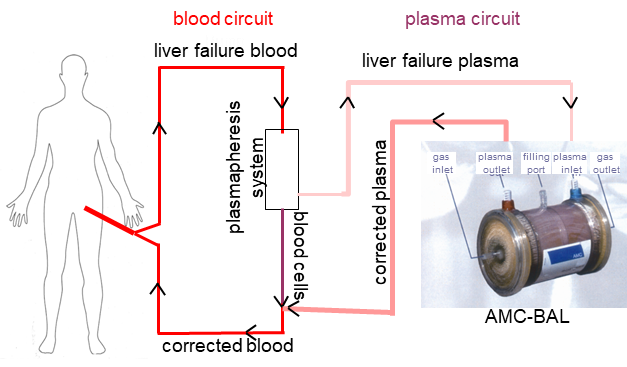
Fig 1. Schematische weergave van BAL-verbinding met de bloedcirculatie buiten de patiënt. Bloedcellen worden gescheiden van plasma middels plasmaferese; plasma passeert de BAL en wordt in gezuiverde vorm teruggegeven samen met de eigen bloedcellen van de patiënt.

De AMC-BAL is een door het AMC ontwikkelde kunstlever ("Bio-Artificial Liver") waarmee patiënten met ernstig leverfalen, die wachten op een levertransplantatie, tijdelijk in leven kunnen worden gehouden totdat een geschikte donorlever beschikbaar is.
Patiënten die zich in een eindstadium van ernstig leverfalen bevinden (bijvoorbeeld ten gevolge van virale hepatitis, alcoholische hepatitis, geneesmiddel toxiciteit, auto-immuniteit etc)  overlijden in 60 tot 80% van de gevallen aan multi-orgaan falen indien ze niet tijdig getransplanteerd kunnen worden. Wereldwijd wordt derhalve onderzoek gedaan naar de ontwikkeling van een kunstlever die met tijdelijke aansluiting aan de bloedsomloop van de patiënt hem of haar in leven kan houden totdat, ofwel de lever zichzelf herstelt, of totdat er een geschikte leverdonor is.
In eerste instantie werd de oplossing van de kunstlever, naar analogie van de kunstnier, gezocht in dialyseapparatuur zonder biologische component. Dat heeft geleid tot de ontwikkeling van albumine dialyse, omdat veel van de circulerende toxische stoffen tijdens leverfalen aan albumine gebonden zijn. De MARS en Prometheus dialyse zijn daarvan bekende voorbeelden. Deze "'non-cell kunstlevers" bleken niet levensverlengend te zijn en dat was de reden waarom onderzoek werd gestart naar de bioartificiële lever met functionerende levercellen als biocomponent, die behalve ontgifting ook nog de andere falende leverfuncties zou kunnen compenseren.

## Werking van de (kunst-)lever
Als een spons van 1 tot 1,5 kilo controleert de lever al het bloed dat afkomstig is uit het maag-darmkanaal, onttrekt daaraan voedingsstoffen, mineralen en hormonen, zet die om in voor het lichaam nuttige bestanddelen, slaat ze tijdelijk op en geeft ze weer af aan het circulerende bloed. Wat uit de buitenwereld via de darm de bloedbaan bereikt en als schadelijk wordt aangemerkt, wordt door de lever ontgift en met de gal naar de darm getransporteerd in een zodanige vorm dat het met de ontlasting het lichaam kan verlaten. Als synthesefabriek maakt de lever vele nuttige eiwitten, o.a. albumine en stollingsfactoren. De lever activeert en inactiveert naar behoefte verschillende soorten hormonen en levert een essentiële bijdrage aan de suiker- eiwit- en vetstofwisseling. De balans van vitaminen en mineralen in ons lichaam wordt door de lever nauwkeurig gereguleerd. Ook bij de verwerking van geneesmiddelen speelt de lever vaak een beslissende rol.
Bij een acuut of chronisch falende lever ontstaat een levensbedreigende situatie, omdat bijna al die functies tekort gaan schieten. De essentie van de BAL is daarom de biologische component. Alleen de levercel zelf kan de leverfunctie herstellen.
In principe bestaat een BAL uit een bioreactor gevuld met functionerende actieve levercellen die tijdelijk buiten het lichaam aan de bloedcirculatie van de patiënt wordt aangesloten middels een circuit van pompen en filters (Fig 1). Deze levercellen ondersteunen dan de falende functies van de aangedane lever.

## Ontwikkeling van de AMC-BAL

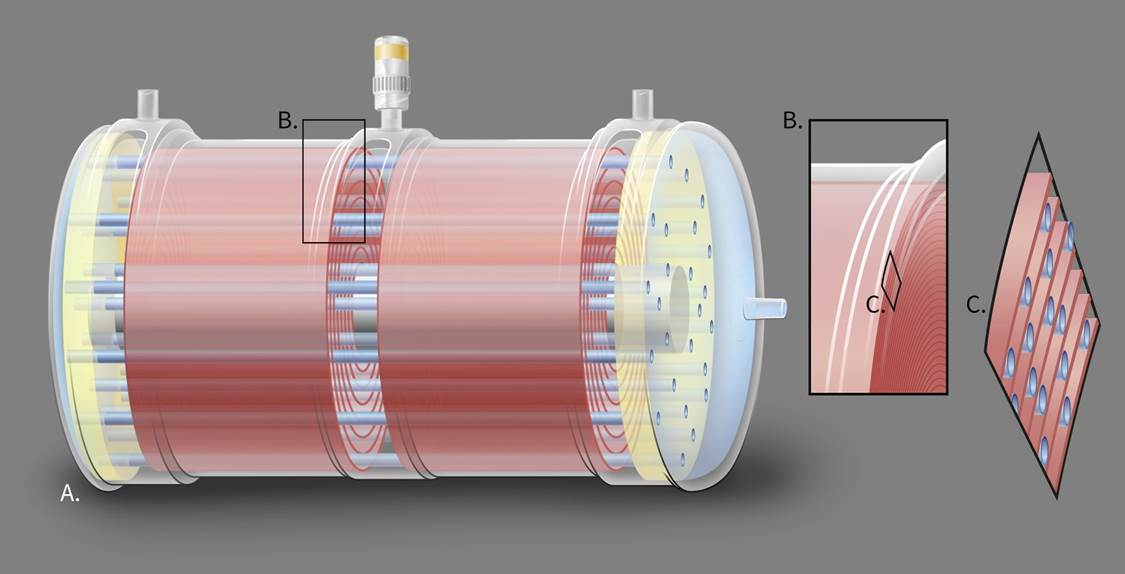
Fig 2. 3D beeld van de AMC-BAL met spiraalsgewijs opgerolde matrix met zuurstof capillairen tussen de lagen. Aan bovenzijde links en rechts in- en uitgang voor medium stroom; centraal ingang voor invoer van de cel suspensie; Rechts opzij ingang voor zuurstof toediening die links wordt afgevoerd (niet zichtbaar).

Al lange tijd probeert de medische wetenschap falende organen, naast transplantatie, tijdelijk of permanent te vervangen door kunstorganen. De kunstnier, ontworpen door de Nederlandse arts Prof. dr. W. Kolff is één voorbeeld, maar vandaag de dag kennen we kunstheupen, kunstknieën, hart-longmachines en kunstmatige beademing, om enkele te noemen. De kunstlever is van betrekkelijk kortere datum. Historisch gezien was de eerste werkzame BAL die van  Margulis (1989), later gevolgd door ELAD (1994), HepatAssist (1995) en de AMC-BAL (1999).

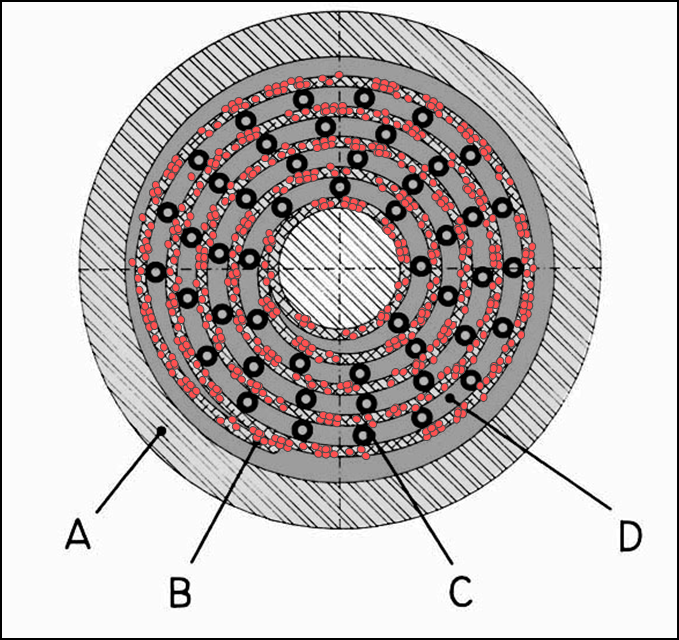
Fig 3. Schematische dwarsdoorsnede door de AMC-BAL. A. Polycarbonaat behuizing B. Matrix met aangehechte cellen (rood) C. Polypropyleen zuurstof capillairen D. Extra capillaire ruimte voor medium en plasma stroom

Gedurende het laatste decennium van de twintigste eeuw is het isoleren van levercellen en het in kweek houden daarvan echter enorm verbeterd. Berekeningen hebben aannemelijk gemaakt dat om levensverlengend te kunnen zijn voor een volwassen mens een BAL minstens 15 miljard functionerende levercellen zou moeten bevatten. Helaas zijn die niet zomaar voorhanden. Menselijke levercellen zijn schaars en primaire levercellen delen onvoldoende in vitro. Dit was de reden waarom Anno 1999 geëxperimenteerd werd met vers geïsoleerde levercellen van speciaal gefokte varkens, omdat varkens levercellen qua metabolisme sterk op die van de mens lijken. In 1999 werd het eerste prototype van de AMC-BAL ontwikkeld door L. Flendrig, PhD student in de onderzoeksgroep van Dr Robert Chamuleau te Amsterdam en later geperfectioneerd (Fig 2 en 3). 

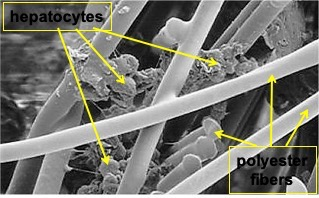
Fig 4. Scanning EM van levercellen gehecht aan matrix vezels in de AMC-BAL. Levercellen als 3D aggregaten gehecht aan de non-woven polyester matrix vezels

Op het ontwerp werd octrooi verkregen vanwege het feit dat de levercellen in de bioreactor als 3D aggregaten op een polyester non-woven matrix bevestigd waren (Fig 4), ter plekke van zuurstof werden voorzien door middel van polypropyleen zuurstof capillairen en in direct contact waren met het perfusie-medium cq patiënten plasma zonder tussenkomst van transport belemmerende membranen (Fig 3).  Effectiviteit en veiligheid van deze AMC-BAL werd aangetoond in gecontroleerde studies in kleine (rat) en grote proefdieren (varken). Dit succes werd gehonoreerd met de oprichting van het AMC spin-off bedrijf HepArt Medical Devices in 2001. 
In de jaren 2000-2001 is de AMC-BAL gevuld met vers geïsoleerde varkens hepatocyten met succes toegepast bij 14 patiënten met acuut leverfalen in Napels en Rome: 13 patiënten werden met succes overbrugd tot transplantatie en 1 patiënt herstelde tijdens de behandeling in die mate dat transplantatie niet meer nodig was.
Aan het gebruik van vers geïsoleerde varkens cellen in de BAL kleefden wel een aantal bezwaren: immunologische en xenobiotische. De gedachte was dat immunologische reacties het onmogelijk maakten een patiënt langer dan 1 week met de BAL te behandelen en theoretisch bestond de kans dat endogene retrovirussen van het varken (zogenaamde PERVs) in de mens zouden worden geïntroduceerd.
Ondanks de bevinding in de fase I/IIa studie van Chamuleau et al  dat dit bij zijn patiënten niet het geval was geweest werd de AMC-BAL niet goedgekeurd voor verdere klinische toepassing  ("controlled clinical trial") vanwege een Europees Moratorium op xenotransplantatie dat ingesteld werd.
Om toch verder te kunnen gaan met de AMC-BAL moesten Chamuleau en zijn medewerkers actief gaan zoeken naar menselijke levercellen die met goede functionaliteit en in voldoende aantallen in de BAL werkzaam zouden zijn. Diverse pogingen om menselijke levercellen te immortaliseren waren succesvol, maar  de ontwikkelde cellijnen bleken onvoldoende differentiatiegraad te bereiken. Uiteindelijk werd na een lang en uitgebreid onderzoek de HepaRG levercellijn geschikt bevonden voor de AMC-BAL, dankzij de inspanningen van een aantal promovendi in het AMC onder leiding van Chamuleau en zijn postdoc Ruurdtje Hoekstra: De AMC-BAL werd ontwikkeld met als actieve biocomponent de menselijke HepaRG levercellijn, die effectief en veilig bleek te zijn in een dierexperiment: ratten met acuut leverfalen werden significant langer in leven gehouden met de AMC-BAL in vergelijking tot de controles. 
Toen met de HepaRG-BAL veiligheid en effectiviteit in het proefdier met acuut leverfalen was aangetoond, was de weg open voor een nieuwe faseI/IIa studie in de mens. De geschatte kosten van 4 à 5 miljoen euro bleken echter een onoverkomelijke hindernis te zijn en anno 2021 wacht de AMC-BAL op adequate financiering. Overigens ondervinden wereldwijd ook andere bioartificiële levers moeilijkheden in de ontwikkeling en financiering en is er nog geen BAL die de AMC-BAL overtreft.

## Meer lezen
Meer over de AMC-BAL in begrijpbare taal:
- Liesbeth Jongkind  (september 2012). De kunstlever: nu echt. Amc magazine  (7)
- Marc van den Broek  (april 2016). Een lever op wieltjes. Amc magazine  (3)